# Chirindia ewerbecki
Chirindia ewerbecki là một loài bò sát trong họ Amphisbaenidae. Loài này được Werner mô tả khoa học đầu tiên năm 1910.